# Fátima Gálvez
Pour les articles homonymes, voir Gálvez.
Fátima Gálvez Marín, née le 19 janvier 1987 à Baena, est une sportive espagnole pratiquant le tir dans la discipline de la fosse olympique.
Championne du monde en trap en 2015, elle est également médaillée olympique lors des Jeux olympiques de Tokyo sur l'épreuve mixte de trap.

## Biographie
Gálvez a remporté sa première médaille en coupe du monde ISSF  avec l'argent lors de la première rencontre du championnats 2011 à Concepción, au Chili. Cette victoire lui permet de représenter l'Espagne aux jeux olympiques d'été de 2012 à Londres, où elle réussit à accéder à la finale à l'issue d'un tir de barrage ; elle termine à la cinquième place avec un total final de 87 cibles.
En 2014, elle monte sur la deuxième marche du podium lors du Championnats du monde de tir 2014 à Grenade en individuel, avec le bronze par équipe. L'année suivante, elle remporte le titre aux mondiaux de tir sur plateaux à Lonato. Pour ses deuxièmes jeux à Rio en 2016, elle finit sa série de qualification à la troisième place mais désormais, les compteurs sont remis à zéro pour la manche finale ; lors du match pour déterminé la médaille de bronze, elle échoue face à l'américaine Corey Cogdell.
Lors des Jeux européens de 2015, elle finit à la première place en Trap. Aux Jeux olympiques d'été de 2016 à Rio de Janeiro, Gálvez s'est qualifiée pour le match pour la médaille de bronze au piège féminin, mais a perdu en barrage contre l'Américain Corey Cogdell.
Pour ses deuxièmes Jeux européens à Bakou en 2019, elle remporte le bronze l'épreuve individuelle mais décroche l'or par équipe mixte avec Antonio Bailón.
Aux Jeux olympiques d'été de 2020 à Tokyo, Gálvez ne parvient pas se qualifier pour la finale de l'épreuve individuelle terminant à la 14e place. Dans l'épreuve par équipe mixte, une nouveauté aux jeux, Gálvez remporté la médaille d'or avec Alberto Fernández en remportant le barrage en finale contre Alessandra Perilli et Gian Marco Berti de Saint-Marin.